# Европско првенство у атлетици за млађе сениоре 2017 — штафета 4 х 100 метара за жене
Трка штафета 4 х 100 метара у женској конкуренцији на 11. Европском првенству у атлетици за млађе сениоре 2017. у Бидгошћу одржано је 16. јула 2017. на стадиону Жђислав Кшишковјак.
Титулу освојену у Талину 2015 бранила је штафета Немачке.

## Земље учеснице
Учествовале су 41 атлетичарка из 10 земаља.
1. Аустрија (4)
2. Италија (5)
3. Мађарска (4)
4. Немачка (4)
5. Пољска (4)
6. Уједињено Краљевство (4)
7. Француска (4)
8. Чешка (5)
9. Швајцарска (4)
10. Шпанија (4)

## Освајачи медаља
|                                                                        |                                                                               |                                                                           |
| Паула Севиља, · Ане Петрирена, · Лара Гомес, · Кристина Лара · Шпанија | Маруса Паре, · Синтија Ледук, · Фани Пелтијер, · Амандин Бросијер · Француска | Рикарда Диче, · Сара Ачо, · Ајла Дел Понте, · Гералдине Фреи · Швајцарска |

## Сатница
| Датум         | Време | Коло          |
| ------------- | ----- | ------------- |
| 16. јул 2017. | 14:32 | Квалификације |
| 16. јул 2017. | 18:24 | Финале        |

## Резултати

### Квалификације
Такмичење је одржано 16. јула 2017. године. У квалификацијама су учествовале 10 екипа, подељене у 2 групе. У финале су се пласирале по три првопласиране из група (КВ) и две на основу постигнутог резултата (кв).,,
Почетак такмичења: група 1 у 14:32, група 2 у 14:41.
| Поз. | Гру. | Ста. | Штафета              | Атлетичарке                                                                | Рез.  | Бел.     |
| ---- | ---- | ---- | -------------------- | -------------------------------------------------------------------------- | ----- | -------- |
| 1.   | 1    | 5    | Швајцарска           | Рикарда Диче, Сара Ачо, Ајла Дел Понте, Гералдине Фреи                     | 43,99 | КВ       |
| 2.   | 2    | 3    | Шпанија              | Паула Севиља, Ане Петрирена, Лара Гомес, Кристина Лара                     | 44,42 | КВ       |
| 3.   | 1    | 6    | Пољска               | Ева Охоцка, Камила Ћиба, Магдалена Вронка, Ева Свобода                     | 44,53 | КВ       |
| 4.   | 2    | 5    | Француска            | Маруса Паре, Синтија Ледук, Фани Пелтијер, Амандин Бросијер                | 44,56 | КВ       |
| 5.   | 1    | 3    | Мађарска             | Луца Козак, Мелинда Ференци, Петра Репаси, Евелин Надхази                  | 45,20 | КВ       |
| 6.   | 2    | 7    | Италија              | Кјара Торизи, Алесија Ниота, Анализа Спадото Скот, Johanelis Herrera Abreu | 45,39 | КВ       |
| 7.   | 2    | 4    | Аустрија             | Јулија Шварзингер, Савана Мапалагама, Бетина Риндерер, Александра Тот      | 50,97 | кв       |
|      | 1    | 4    | Немачка              | Зина Мајер, Lisa Marie Kwaiye, Џесика-Бјанка Весоли, Шантал Буцек          | НЗ    |          |
|      | 2    | 6    | Уједињено Краљевство | Диани Вокер, Финете Агјапонг, Ама Пипи, Клио Стефенсон                     | НЗ    |          |
|      | 1    | 7    | Чешка                | Хелена Јиранова, Барбора Дворакова, Мартина Хофманова, Марцела Пиркова     | Диск. | чл.170.7 |

### Финале
Такмичење је одржано 16. јула 2017. године у 18:24.,
| Пласман | Стаза | Штафета    | Атлетичарке                                                                | Време | Белешке |
| ------- | ----- | ---------- | -------------------------------------------------------------------------- | ----- | ------- |
|         | 4     | Шпанија    | Паула Севиља, Ане Петрирена, Лара Гомес, Кристина Лара                     | 43,96 |         |
|         | 7     | Француска  | Маруса Паре, Синтија Ледук, Фани Пелтијер, Амандин Бросијер                | 44,06 |         |
|         | 5     | Швајцарска | Рикарда Диче, Сара Ачо, Ајла Дел Понте, Гералдине Фреи                     | 44,07 |         |
| 4.      | 6     | Пољска     | Ева Охоцка, Камила Ћиба, Магдалена Вронка, Ева Свобода                     | 44,21 |         |
| 5.      | 9     | Италија    | Кјара Торизи, Алесија Ниота, Елизабета Де Андреис, Johanelis Herrera Abreu | 44,70 |         |
| 6.      | 8     | Мађарска   | Луца Козак, Мелинда Ференци, Петра Репаси, Евелин Надхази                  | 45,03 |         |
| 7.      | 3     | Аустрија   | Јулија Шварзингер, Савана Мапалагама, Бетина Риндерер, Александра Тот      | 45,08 |         |